# جشنة صفراء الصدر
جشنة صفراء الصدر (الاسم العلمي: Anthus chloris) (بالإنجليزية: Yellow-breasted Pipit)‏ هو طائر صغير من الجواثم ينتمي لفصيلة التمرة وأم عجلان.